# Federico Burdisso
Federico Burdisso (Pavía, 20 de septiembre de 2001) es un militar y deportista italiano que compite en natación, especialista en el estilo mariposa.
Participó en los Juegos Olímpicos de Tokio 2020, obteniendo dos medallas de bronce, en la prueba de 200 m mariposa y el relevo 4 × 100 m estilos.
Ganó una medalla de oro en el Campeonato Mundial de Natación de 2022 y tres medallas en el Campeonato Europeo de Natación, en los años 2018 y 2021.
Estudió Matemáticas y Estadística en la Universidad del Noroeste de Chicago. Es cabo del Ejército Italiano.
En 2021 fue nombrado caballero de la Orden al Mérito de la República Italiana y en 2022 fue galardonado con el Collar de Oro al Mérito Deportivo.

## Palmarés internacional
| Juegos Olímpicos   | Juegos Olímpicos      | Juegos Olímpicos  | Juegos Olímpicos  |
| Año                | Lugar                 | Medalla           | Prueba            |
| ------------------ | --------------------- | ----------------- | ----------------- |
| 2020               | Tokio (Japón)         | Medalla de bronce | 200 m mariposa    |
| 2020               | Tokio (Japón)         | Medalla de bronce | 4 × 100 m estilos |
| Campeonato Mundial |                       |                   |                   |
| Año                | Lugar                 | Medalla           | Prueba            |
| 2022               | Budapest (Hungría)    | Medalla de oro    | 4 × 100 m estilos |
| Campeonato Europeo |                       |                   |                   |
| Año                | Lugar                 | Medalla           | Prueba            |
| 2018               | Glasgow (Reino Unido) | Medalla de bronce | 200 m mariposa    |
| 2021               | Budapest (Hungría)    | Medalla de plata  | 200 m mariposa    |
| 2021               | Budapest (Hungría)    | Medalla de bronce | 4 × 100 m estilos |